# Mimectatina meridiana
Mimectatina meridiana es una especie de escarabajo longicornio del género Mimectatina, tribu Desmiphorini, subfamilia Lamiinae. Fue descrita científicamente por Matsushita en 1933.
La especie se mantiene activa durante los meses de abril, mayo, junio, julio y agosto.

## Descripción
Mide 10-11 milímetros de longitud.

## Distribución
Se distribuye por Estados Unidos, China y Japón.